# Gierczyn (województwo dolnośląskie)

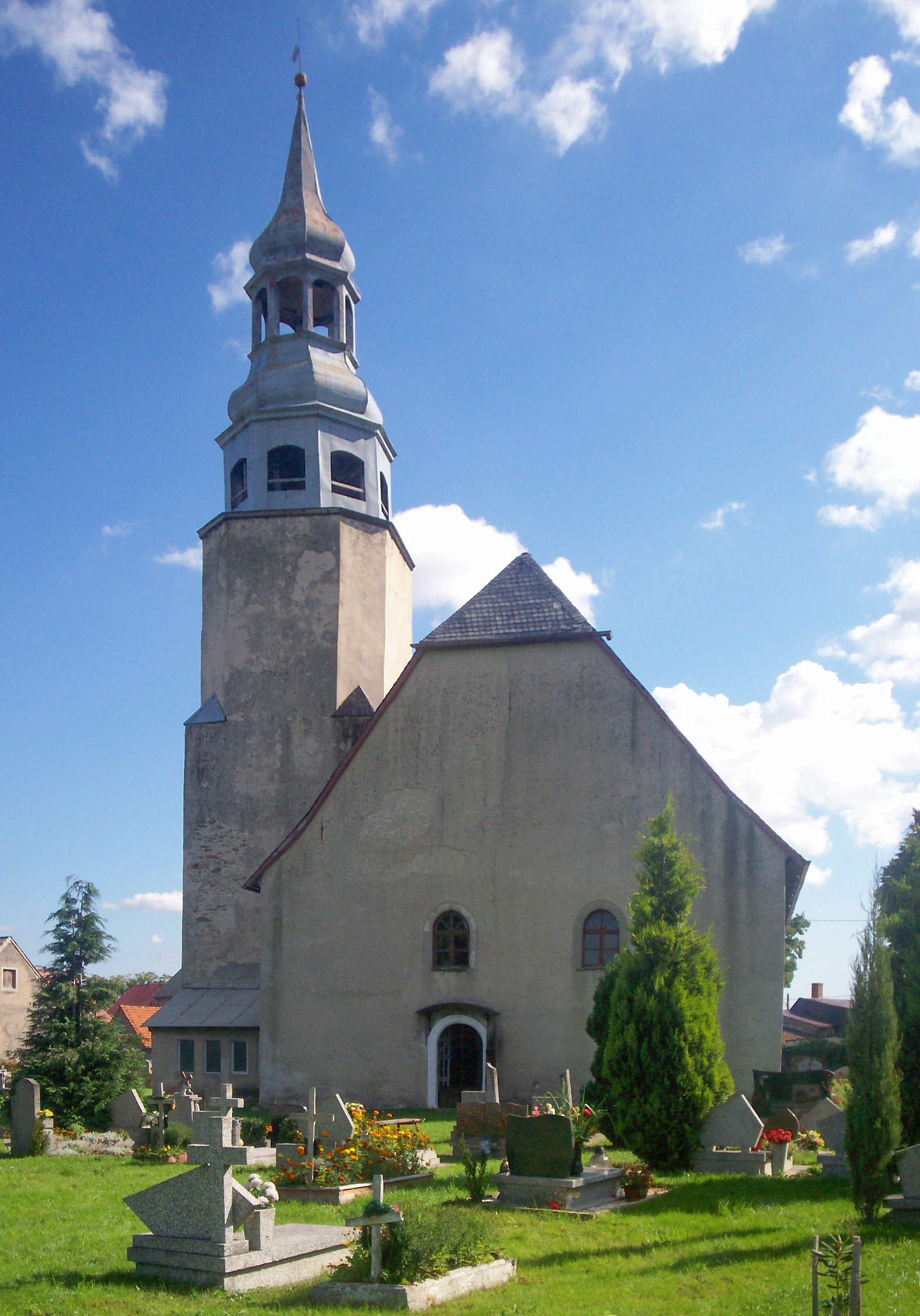
Kościół pw. Narodzenia NMP

Gierczyn (niem. Gierhen, po 1945 r. Kierz) – wieś (sołectwo) w Polsce, w gminie Mirsk, powiecie lwóweckim, w województwie dolnośląskim.
W latach 1954–1959 wieś należała i była siedzibą władz gromady Gierczyn, po jej zniesieniu w gromadzie Mroczkowice. W latach 1975–1998 miejscowość położona była w województwie jeleniogórskim).

## Położenie
Wieś położona jest na Śląsku (Dolnym Śląsku), w Górach Izerskich, na północnym zboczu Grzbietu Kamienickiego oraz na Pogórzu Izerskim (w Kotlinie Mirskiej), w dolinie Czarnotki. Umiejscowiona przy dawnym handlowym Trakcie Żytawsko-Jeleniogórskim, który przecina w połowie jej luźną zabudowę łańcuchową. Przez Gierczyn wiedzie zielony szlak turystyczny Świeradów-Zdrój – Mirsk.

## Nazwa
W kronice łacińskiej Liber fundationis episcopatus Vratislaviensis (pol. Księga uposażeń biskupstwa wrocławskiego) spisanej za czasów biskupa Henryka z Wierzbna w latach 1295–1305 miejscowość wymieniona jest w zlatynizowanej formie Ger. W roku 1613 śląski regionalista i historyk Mikołaj Henel z Prudnika wymienił miejscowość w swoim dziele o geografii Śląska pt. Silesiographia podając jej łacińską nazwę: Gieren pagus.
Wieś wzmiankowana jest w roku 1385 jako Geran, później także Giehren i Kierz (przez kilka lat po II wojnie światowej – Gerbichy)

## Historia
Wieś stanowiła w średniowieczu własność trzech rodów rycerskich. W roku 1570 Hans Schoff sprzedał wieś rodzinie Zeydlitzów, prowadzącej tu prace górnicze.
Odkryte w pobliżu, na pograniczu z wsią Kotlina (prawdopodobnie jeszcze w XIV wieku) niewielkie złoże kasyterytu (ruda cyny) w postaci wstęg występujących w łupkach łyszczykowych z kwarcem i granatami, zostało dokładniej rozpoznane przez górników czeskich Hansa Wiese i Mateusza Sohnela z Jachymowa około roku 1512 lub 1517. Z inicjatywy Hansa Schoffa za Wiesem i Sohnelem przybyło tu 400 ich rodaków, którzy eksploatowali złoże tak intensywnie, że wyczerpało się już pod koniec wieku XVI. Równocześnie jednak znaleziono kilka innych złóż, położonych nieco dalej na zachód, w okolicach Krobicy, a także – na zboczu wschodnim, bliżej Rębiszowa i Przecznicy – kobaltu. Warunki wydobycia w tej podgórskiej okolicy były bardzo trudne, sztolnie były stale zalewane przez wodę. Rozwój górnictwa w rejonie Gierczyna (m.in. w kopalniach należących do rodziny von Schaffgotschów) spowodował, że w roku 1572 Urząd Górniczy we Wrocławiu polecił Janowi Bronnerowi ze Świdnicy przeprowadzić badania probiercze. Z późniejszych sprawozdań wynikało, że sama dziesięcina od wydobytej rudy wynosiła 7 t urobku rocznie. W roku 1578 utworzono tu samodzielny Urząd Górniczy nadzorujący prace w poszczególnych gwarectwach. W roku 1616 urząd ten wydał gwarkowi Beierowi z Norymbergi przywilej na wydobycie miedzi, ale wojna trzydziestoletnia (1618–1648) przerwała prace górnicze, które wznowiono dopiero po roku 1727. Znaczenie górnicze okolic Gierczyna wzrosło jeszcze po przejęciu Śląska przez Prusy, po roku 1742. Wydobycia cyny w tym regionie jednak nie udało się efektywnie wznowić, także z powodu błędów organizacyjnych i zwykłych oszustw, bowiem spadło ono z 20 t w wieku XVII do 3 t rocznie w XVIII; próby wznowienia wydobycia w XIX wieku i potem w roku 1938 nie również powiodły się, a badania przeprowadzone po II wojnie światowej (m.in. w latach 70. i 80. XX wieku) potwierdziły, że pozostałości złóż (około 2,7 mln ton rudy o zawartości 0,48% Sn) w tej okolicy są już z punktu widzenia przemysłowego bez wartości, z uwagi na rozproszenie kasyterytu, jego niewielkie rozmiary i występowanie w postaci drobnych wrostów we wszystkich minerałów skałotwórczych. Do najbogatszych i najdłużej czynnych należały kopalnie: „Reicher Trost” i „Hundsrücken”, połączone około roku 1960 w jedną kopalnię „Gierczyn”.
Do dziś zachowały się pomiędzy Gierczynem a Kotliną ślady górniczej przeszłości wsi, w postaci sztolni i zarośniętych kamiennych hałd. Tuż na wschód od wsi Gierczyn znajdują się wyrobiska kopalni „Morgenröthe”. Wylot sztolni tej kopalni leży na południe od drogi biegnącej z Gierczyna w kierunku na przysiółek Lasek. Eksploatowano tu rudy cyny o zawartości 0,78% Sn, przy czym największe nasilenie wydobycia przypada na lata 1773–1780. W tym samym miejscu w późniejszym czasie znajdowała się kopalnia „Süsette” eksploatująca rudy kobaltu. Były to prawdopodobnie te same wyrobiska górnicze, noszące w różnym czasie różne nazwy. W latach 80. XX wieku ponownie zainteresowano się złożem rudy cyny w okolicach Gierczyna i rozważano budowę kopalni, jednak wydobycie byłoby nieopłacalne.

## Zabytki
Do wojewódzkiego rejestru zabytków wpisane są:
- park, z XVIII w., z początku XX w.
- kościół filialny pw. Narodzenia Najświętszej Marii Panny; wzniesiony w XVI wieku i rozbudowany w 1604 r., a następnie (wieża) w 1613 r. Podobnie, jak kościół w pobliskim Rębiszowie, został on z cesarskiego polecenia z roku 1653 Ferdynanda III o „redukcji kontrreformacyjnej”, w 1654 r. przekazany katolikom. W kościele tym zachował się do dziś późnorenesansowy kasetonowy strop z malowidłami z roku 1602, kamienna chrzcielnica z 1557 r.[10], barokowy (częściowo późnogotycki) ołtarz, osiemnastowieczna rokokowa ambona, a na cmentarzu przykościelnym – cztery epitafia i dwa kamienne barokowe sarkofagi.

inne nieistniejące:
- pałac
- drugi kościół został zniszczony w czasach PRL, a na jego miejscu wybudowano Państwowe Gospodarstwo Rolne.

## Galeria

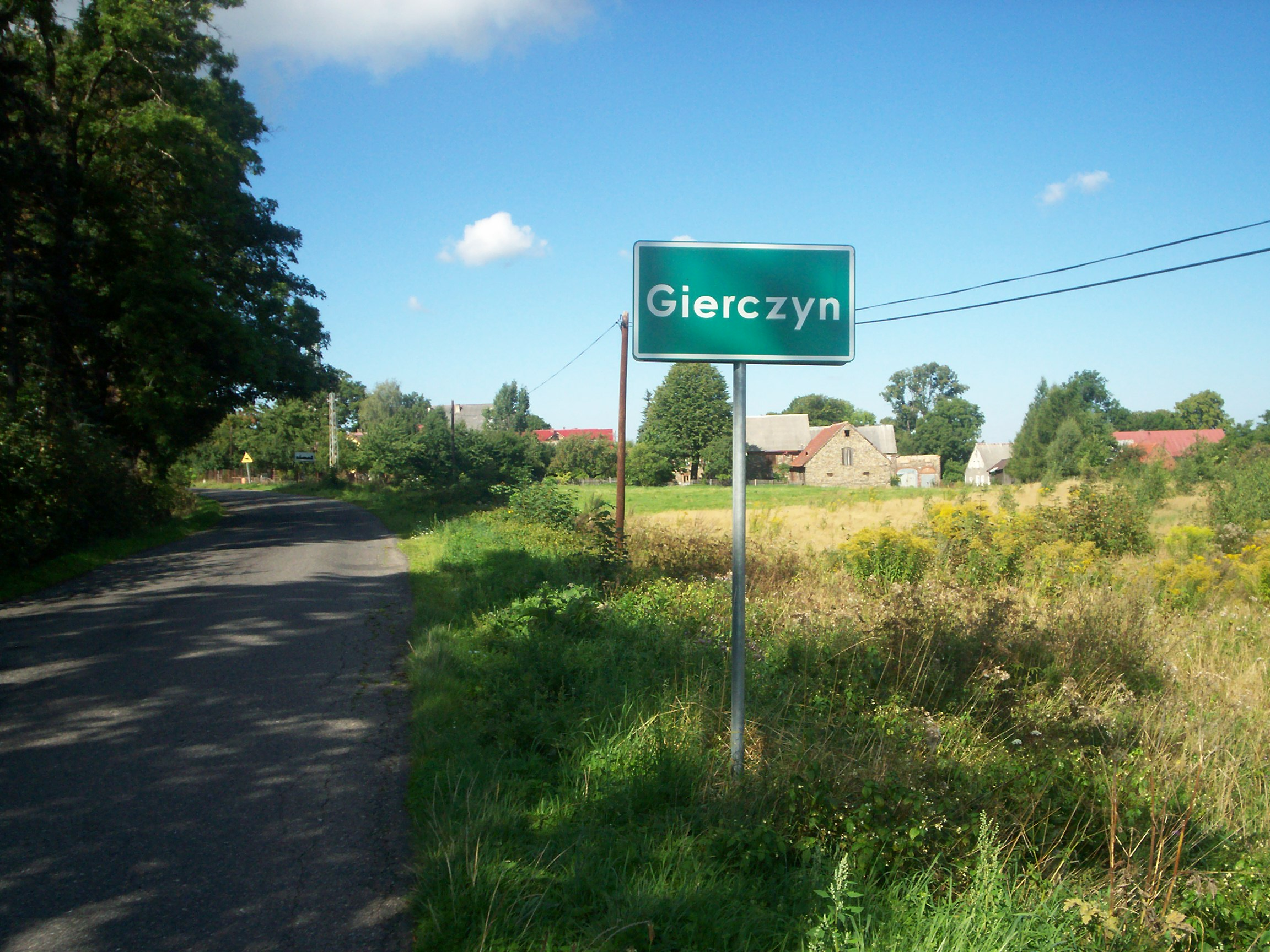
Wjazd do wsi
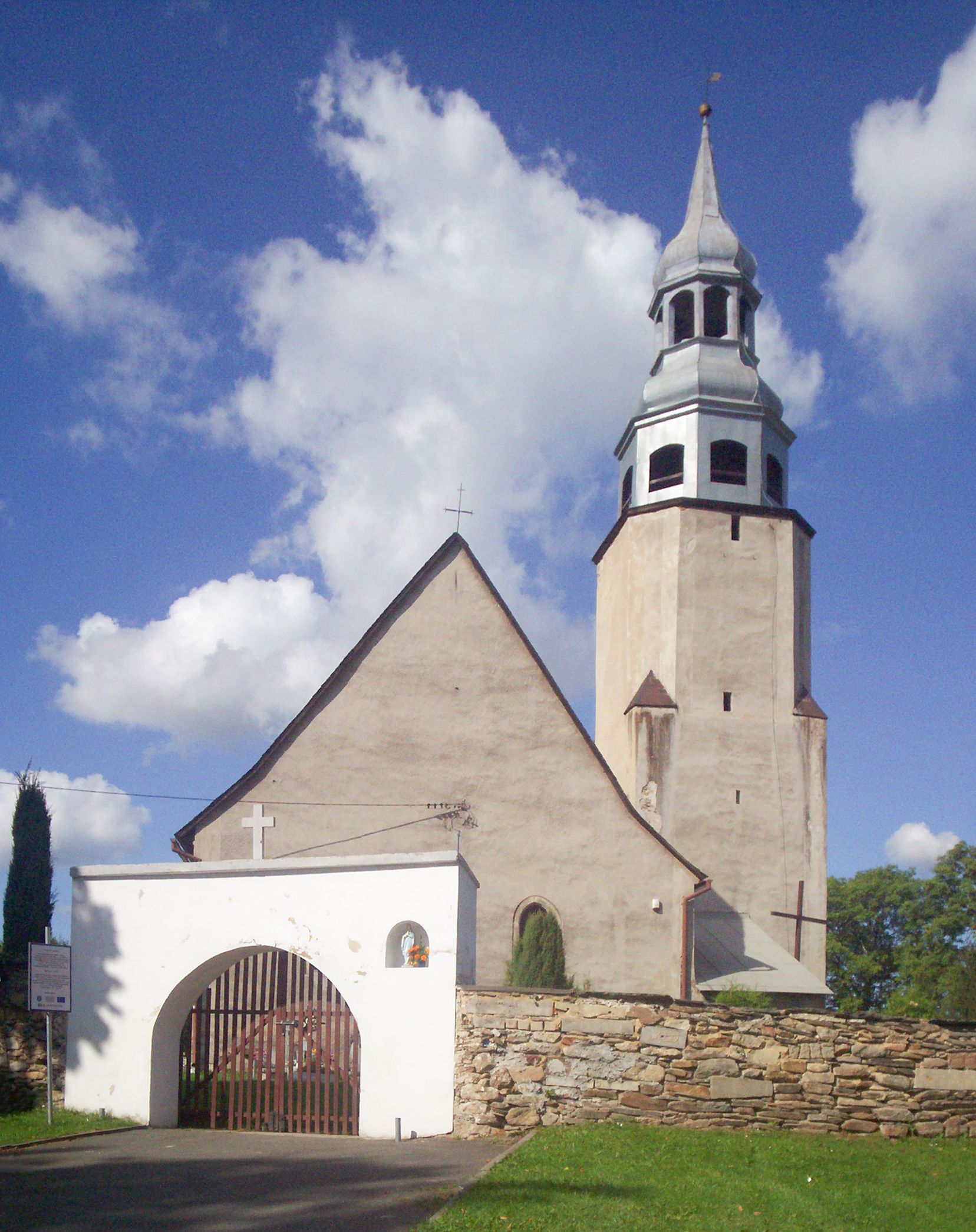
Kościół pw. Narodzenia NMP
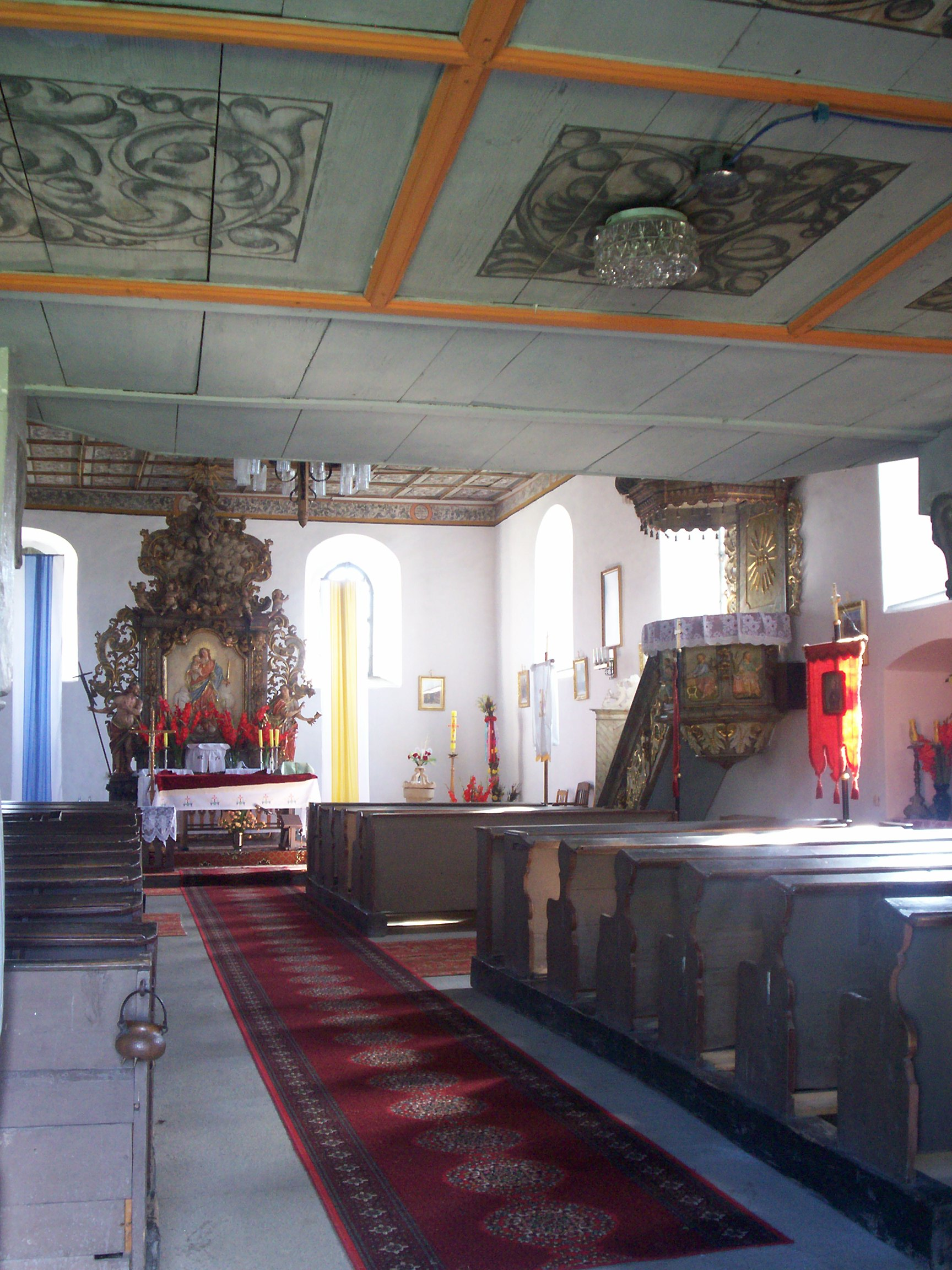
Wnętrze kościoła